# Serrat Agre
La Serrat Agre és una serra situada al municipi de Sant Joan de les Abadesses a la comarca del Ripollès, amb una elevació màxima de 1.023 metres.